# 理赔函
理赔函是财经应用文里面的一个专业名词，也可以看作是一种应用文。指在经济活动产生的合同争议或纠纷发生后，违约一方受理遭受损失一方的赔偿要求的信函。一般来说，先有索赔函，才会有理赔函。

## 格式

### 标题
直接写上理赔函三个字，有些情况还可以在理赔函前面加上原因，如：质量不符理赔函。

### 称呼语
顶格写上收函公司的名称或个人姓名。

### 正文
因为理赔函一般是作为答复对方索赔要求而写的，因此应该先提出处理意见，看是否进行理赔。不管意见如何，都要根据实际情况及相关的证据材料佐证意见。

### 结束语
有三种固定的写作方式：特此函复、此复、特此函达。

### 落款
写上单位名称和具体日期，绝大多数情况下需要盖章。